# John Doran

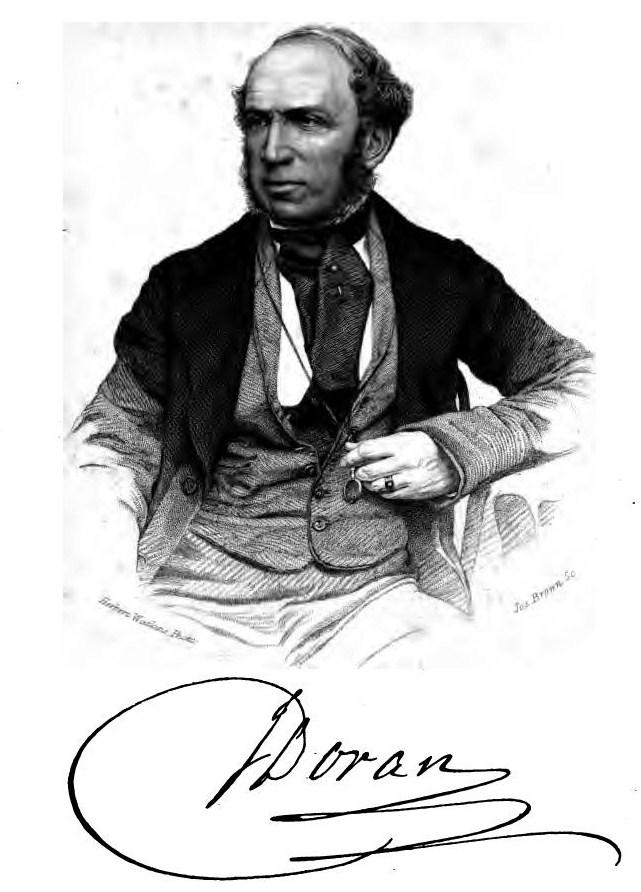
John Doran.

John Doran, född den 11 mars 1807 i London, död där den 25 januari 1878, var en engelsk författare.
Doran var i många år utgivare av den litterära tidskriften Athenæum och av den antikvariska tidskriften Notes and queries. Hans historiska kåserier och populärt hållna kulturskildringar, till exempel Habits and Men (1854; 4:e upplagan 1868), History of court fools (1858), Their majesties’ servants (1863; 2:a upplagan 1865; reviderad av Robert W. Lowe 1887), Saints and sinners (1868) och London in jacobite times (1878), är vida överlägsna hans rent historiska arbeten: Lives of the queens of England of the house of Hanover (1855), Memoir of queen Adelaide (3:e upplagan 1861), A lady of the last century (Elizabeth Montagu, 1873) med flera.